# Дель Тредичи, Дэвид
Дэ́вид дель Треди́чи (англ. David Del Tredici; 16 марта 1937, Кловердейл, Калифорния, США — 18 ноября 2023) — американский композитор, пианист, музыковед, преподаватель.
Дебютировал как пианист в 17 лет с Симфоническим оркестром Сан-Франциско. Позже учился в университете Калифорнии, Беркли и Принстоне. Будучи вдохновлен книгой «Алиса в стране чудес» Льюиса Кэрролла, написал несколько вокально-симфонических произведений. Часто черпал вдохновение в литературе своих любимых авторов Стокера, Джойса, Гинсберга, Ганна, Лорки.
Несмотря на то, что его обучение композиторскому искусству было основано на серийной технике, в своих сочинениях Тредичи использует тональную структуру. Считается одним из величайших композиторов нео-романтиков.